# Liste der Kulturdenkmäler in Grünberg (Hessen)
Die folgende Liste enthält die in der Denkmaltopographie ausgewiesenen Kulturdenkmäler auf dem Gebiet  der Gemeinde Grünberg (Hessen), Landkreis Gießen, Hessen.
Hinweis: Die Reihenfolge der Denkmäler in dieser Liste orientiert sich zunächst an Ortsteilen und anschließend der Anschrift, alternativ ist sie auch nach der Bezeichnung, der vom Landesamt für Denkmalpflege vergebenen Nummer oder der Bauzeit sortierbar.
Kulturdenkmäler werden fortlaufend im Denkmalverzeichnis des Landes Hessen durch das Landesamt für Denkmalpflege Hessen auf Basis des Hessischen Denkmalschutzgesetzes (HDSchG) geführt. Die Schutzwürdigkeit eines Kulturdenkmals hängt nicht von der Eintragung in das Denkmalverzeichnis des Landes Hessen oder der Veröffentlichung in der Denkmaltopographie ab.

Das Vorhandensein oder Fehlen eines Objekts in dieser Liste ist keine rechtsverbindliche Auskunft darüber, ob es Kulturdenkmal ist oder nicht: Diese Liste entspricht möglicherweise nicht dem aktuellen Stand der offiziellen Denkmaltopographie. Diese ist für Hessen in den entsprechenden Bänden der Denkmaltopographie Bundesrepublik Deutschland und im Internet unter DenkXweb – Kulturdenkmäler in Hessen einsehbar. Auch diese Quellen sind, obwohl sie durch das Landesamt für Denkmalpflege Hessen aktualisiert werden, nicht immer aktuell, da es im Denkmalbestand immer wieder Änderungen gibt.
Eine verbindliche Auskunft erteilt allein das Landesamt für Denkmalpflege Hessen.
Nutze diese Kartenansicht, um Koordinaten in der Liste zu setzen. In dieser Kartenansicht sind Kulturdenkmale ohne Koordinaten mit einem roten bzw. orangen Marker dargestellt und können in der Karte gesetzt werden. Kulturdenkmale ohne Bild sind mit einem blauen bzw. roten Marker gekennzeichnet, Kulturdenkmale mit Bild mit einem grünen bzw. orangen Marker.

## Kulturdenkmäler nach Ortsteilen

### Beltershain
| Bild            | Bezeichnung         | Lage                                                                                    | Beschreibung                                         | Bauzeit | Objekt-Nr. |
| --------------- | ------------------- | --------------------------------------------------------------------------------------- | ---------------------------------------------------- | ------- | ---------- |
| Bild gesucht BW | Pumpe               | Beltershain, Alter Bornberg (Ecke Reinhardshainer Straße) LageFlur: 1, Flurstück: 366/1 |                                                      |         | 47211 DDB  |
| weitere Bilder  | Evangelische Kirche | Beltershain, Aspengasse 6, Aspengasse 8 LageFlur: 1, Flurstück: 62/4, 63                | Spätgotische Saalkirche mit sechsseitigem Dachreiter |         | 47204 DDB  |
| Bild gesucht BW |                     | Beltershain, Burgstraße 16 LageFlur: 1, Flurstück: 32/3                                 |                                                      |         | 47205 DDB  |
| Bild gesucht BW |                     | Beltershain, Nußberg 7 LageFlur: 1, Flurstück: 23/4                                     |                                                      |         | 47206 DDB  |
| Bild gesucht BW |                     | Beltershain, Nußberg 10 LageFlur: 1, Flurstück: 265/2                                   |                                                      |         | 47207 DDB  |
| Bild gesucht BW |                     | Beltershain, Reinhardshainer Straße 6 LageFlur: 1, Flurstück: 164                       |                                                      |         | 47208 DDB  |
| Bild gesucht BW |                     | Beltershain, Reinhardshainer Straße 7 LageFlur: 1, Flurstück: 103/2                     |                                                      |         | 47209 DDB  |
| Bild gesucht BW |                     | Beltershain, Reinhardshainer Straße 16 LageFlur: 1, Flurstück: 115/1                    |                                                      |         | 47210 DDB  |

### Göbelnrod
| Bild            | Bezeichnung  | Lage                                                            | Beschreibung | Bauzeit | Objekt-Nr. |
| --------------- | ------------ | --------------------------------------------------------------- | ------------ | ------- | ---------- |
| Bild gesucht BW |              | Göbelnrod, Am Bahnhof 1 LageFlur: 1, Flurstück: 85              |              |         | 47215 DDB  |
| Bild gesucht BW |              | Göbelnrod, Beltershainer Straße 2 LageFlur: 1, Flurstück: 163/1 |              |         | 47216 DDB  |
| weitere Bilder  | Bahnhof      | Göbelnrod, Beltershainer Straße 4 LageFlur: 1, Flurstück: 273/2 |              |         | 47214 DDB  |
| Bild gesucht BW |              | Göbelnrod, Bogengasse 3 LageFlur: 1, Flurstück: 118             |              |         | 47217 DDB  |
| Bild gesucht BW | Gesamtanlage | Göbelnrod, Gesamtanlage Wilhelmstraße Lage                      |              |         | 47213 DDB  |
| Bild gesucht BW | Pumpe        | Göbelnrod, Schillerstraße K 38 LageFlur: 1, Flurstück: 297/5    |              |         | 47218 DDB  |
| Bild gesucht BW |              | Göbelnrod, Schützenstraße 3 LageFlur: 1, Flurstück: 114         |              |         | 47219 DDB  |
| Bild gesucht BW |              | Göbelnrod, Schützenstraße 4 LageFlur: 1, Flurstück: 103/1       |              |         | 47220 DDB  |
| Bild gesucht BW |              | Göbelnrod, Wilhelmstraße 1 LageFlur: 1, Flurstück: 160/4        |              |         | 47221 DDB  |
| Bild gesucht BW |              | Göbelnrod, Wilhelmstraße 5 LageFlur: 1, Flurstück: 154/1        |              |         | 47222 DDB  |

### Grünberg
| Bild                    | Bezeichnung                                                 | Lage | Beschreibung | Bauzeit   | Objekt-Nr. |
| ----------------------- | ----------------------------------------------------------- | --- | --- | --------- | ---------- |
| weitere Bilder          | Gesamtanlage                                                | Gesamtanlage historische Altstadt Lage | |           | 47225 DDB  |
| Bild gesucht BW         | Gesamtanlage                                                | Gesamtanlage Bahnhofstraße Lage | |           | 47226 DDB  |
| weitere Bilder          |                                                             | Alsfelder Straße 1, Alsfelder Straße 3 LageFlur: 1, Flurstück: 339, 340 | |           | 47233 DDB  |
| weitere Bilder          |                                                             | Alsfelder Straße 4 LageFlur: 1, Flurstück: 531 | |           | 47234 DDB  |
| weitere Bilder          |                                                             | Alsfelder Straße 5 LageFlur: 1, Flurstück: 342/1 | |           | 47235 DDB  |
| weitere Bilder          | Gasthof Prinz Carl                                          | Alsfelder Straße 7 LageFlur: 1, Flurstück: 343 | |           | 47236 DDB  |
| Bild gesucht BW         |                                                             | Alsfelder Straße 9 LageFlur: 1, Flurstück: 344/1 | |           | 47237 DDB  |
| weitere Bilder          |                                                             | Alsfelder Straße 11 LageFlur: 1, Flurstück: 445/1 | |           | 47238 DDB  |
| weitere Bilder          |                                                             | Alsfelder Straße 12 LageFlur: 1, Flurstück: 527/1 | |           | 47239 DDB  |
| weitere Bilder          |                                                             | Alsfelder Straße 14 LageFlur: 1, Flurstück: 446/11 | |           | 47240 DDB  |
| weitere Bilder          |                                                             | Alsfelder Straße 15 LageFlur: 1, Flurstück: 437/2 | |           | 47241 DDB  |
| weitere Bilder          |                                                             | Alsfelder Straße 23 LageFlur: 1, Flurstück: 430/1 | |           | 47242 DDB  |
| weitere Bilder          |                                                             | Alsfelder Straße 24 LageFlur: 1, Flurstück: 472/1 | |           | 47243 DDB  |
| weitere Bilder          |                                                             | Alsfelder Straße 31 LageFlur: 1, Flurstück: 421/1, 423/4 | |           | 47244 DDB  |
| weitere Bilder          | Sachgesamtheit Stadtbefestigung und Diebsturm               | Am Alten Turm 7A, Renthof 3, Renthof 5, Am Diebsturm, Hegweg, Rabegasse 19, Brückelchen 2, An der Stadtkirche 10, An der Stadtkirche 9, Winterplatz 5, Neupforte 3, Neupforte 5, Neupforte, Neupforte 9, Neupforte 11, Neupforte 13, Neupforte 15, Neupforte 15A, Neupforte 18, Gefängnisweg 6, Gefängnisweg 4, Gefängnisweg 4A, Gefängnisweg 2, Glaserweg, Glaserweg 9, Am Alten Turm 7B, Am Alten Turm 7C LageFlur: 1, 22, Flurstück: 1006/3, 1007, 1008, 1009, 1019/1, 1022/2, 1023/1, 1025/1, 1026/1, 1026/2, 1027/1, 1040, 1050, 1051, 1053/2, 1055/2, 1056/3, 1058/1, 1059/2, 1085/2, 1085/4, 1085/5, 1087/1, 1088, 1089, 1093/2, 1344/1, 230/2, 231, 232/2, 232/3, 236/1, 240/1, 243/2, 245/2, 212, 95, 96/1, 97/1, 98 | Obwohl von der einst mit Türmen und Toren versehenen mittelalterlichen Stadtbefestigung, die die gesamte Altstadt umgab, nur Reste erhalten sind, ist deren Verlauf im Stadtgrundriss fast lückenlos erkennbar oder aufgrund von Bebauungsgrenzen oder sonstiger Merkmale erschließbar. Ausgehend von der Keimzelle der Stadt, der heute nicht mehr existierenden, hoch über dem Brunnental errichteten Burg, umschloss sie in der Form eines weiten Halbkreises die gesamte Altstadt. Ebenfalls mit Wehrmauern umgeben und an die ältere Wehranlage angebunden waren auch zwei später entstandene Erweiterungen. Die eine, die so genannte Neustadt im Süden wurde schon 1324 mit der Altstadt verbunden, die andere im äußersten Nordwesten, der Kloster- bzw. spätere Schlossgarten, entstand nach 1500. Als bedeutendster Rest der 1824 größtenteils geschleiften Stadtbefestigung hat sich der so genannte Diebsturm am einstigen Galgentor erhalten. Er liegt am westlichen Rand der Altstadt unweit des Renthofes. Der um 1200 entstandene, in seiner jetzigen Form auf das 15. Jahrhundert zurückgehende Turm, der einzige erhaltene der Stadtbefestigung, gilt aufgrund seiner charakteristischen Silhouette als Wahrzeichen Grünbergs. Der 25 m hohe, innen kreisrunde Turm hat in den nach außen gerichteten Teilen, die über die Mauer hinausragen, gerade Wände, die sich in einer zum Teil mit Buckelquadern besetzten Kante vereinigen. Seine hochgelegene auf die Stadtseite orientierte, jetzt rundbogig erneuerte Tür war früher nur vom Wehrgang der Stadtmauer mittels eines Umgangs, dessen Konsolen zum Teil noch sichtbar sind, zugänglich. Die heutige Tür wurde nachträglich eingebrochen, der spitz zulaufende Turmhelm 1895 erneuert. |           | 47231 DDB  |
| weitere Bilder          | Gefallenenehrenmal                                          | An der Stadtkirche LageFlur: 1, Flurstück: 1317/3 | |           | 47250 DDB  |
| weitere Bilder          | Ev. Stadtkirche                                             | An der Stadtkirche 1, An der Stadtkirche LageFlur: 1, Flurstück: 1317/3, 277/3, 277/4, 281 | neuromanische Saalkirche, Langseiten mit Rundbogenfriesen und umlaufendem Kaffgesims, durch Lisenen gegliedert, dreigeschossiger Turm mit achtseitigem Spitzhelm | 1846–1853 | 47245 DDB  |
| weitere Bilder          |                                                             | An der Stadtkirche 3 LageFlur: 1, Flurstück: 336 | |           | 47246 DDB  |
| weitere Bilder          |                                                             | An der Stadtkirche 11 LageFlur: 1, Flurstück: 287 | |           | 47247 DDB  |
| weitere Bilder          |                                                             | An der Stadtkirche 13 LageFlur: 1, Flurstück: 279/2 | |           | 47248 DDB  |
| weitere Bilder          |                                                             | An der Stadtkirche 14 LageFlur: 1, Flurstück: 278/1 | |           | 47249 DDB  |
| weitere Bilder          | Grünberger Warte                                            | Auf der Warte (ohne Anschrift) LageFlur: 27, Flurstück: 115 | |           | 47333 DDB  |
|                         |                                                             | Bahnhofstraße 10, Bahnhofstraße 12 LageFlur: 1, Flurstück: 1226/2, 1227 | |           | 47252 DDB  |
| weitere Bilder          |                                                             | Barfüßergasse 2 LageFlur: 1, Flurstück: 602/2 | |           | 47253 DDB  |
| weitere Bilder          |                                                             | Barfüßergasse 3 LageFlur: 1, Flurstück: 553 | |           | 47254 DDB  |
| weitere Bilder          |                                                             | Barfüßergasse 4 LageFlur: 1, Flurstück: 600/6 | |           | 47255 DDB  |
| weitere Bilder          |                                                             | Barfüßergasse 5 LageFlur: 1, Flurstück: 554/1 | |           | 47256 DDB  |
| weitere Bilder          |                                                             | Barfüßergasse 10 LageFlur: 1, Flurstück: 593/4 | |           | 47257 DDB  |
| weitere Bilder          |                                                             | Barfüßergasse 20 LageFlur: 1, Flurstück: 1091/1 | |           | 47258 DDB  |
| weitere Bilder          | Stift                                                       | Barfüßergasse 24, Barfüßergasse 26, Barfüßergasse 28 LageFlur: 1, Flurstück: 1096/5 | |           | 47259 DDB  |
| Bild gesucht BW         | Gewölbekeller                                               | Barfüßergasse 38 LageFlur: 1, Flurstück: 1098/3 | |           | 3 DDB      |
| weitere Bilder          |                                                             | Borngasse 4 LageFlur: 1, Flurstück: 353 | |           | 47260 DDB  |
| weitere Bilder          | Alte Kaplanei                                               | Brückelchen 1 LageFlur: 1, Flurstück: 288/2 | |           | 47261 DDB  |
| weitere Bilder          |                                                             | Brückelchen 6 LageFlur: 1, Flurstück: 1056/3 | |           | 47262 DDB  |
| Bild gesucht BW         | Sachgesamtheit Wasserwerk, Erdbehälter und Pumpanlage       | Brunnental 1, Im Brunnenthal, Heilige Kreuz, Äschersbach, Am Spannheimer LageFlur: 17, Flurstück: 122, 123, 197, 213/1, 215, 92/1 | |           | 47230 DDB  |
| weitere Bilder          |                                                             | Cullmannsfahrt 2 LageFlur: 1, Flurstück: 412/2 | |           | 47264 DDB  |
| weitere Bilder          |                                                             | Cullmannsfahrt 4 LageFlur: 1, Flurstück: 417/7 | |           | 47265 DDB  |
| Kriegerdenkmal          | Kriegerdenkmal                                              | Die Dingstühle LageFlur: 1, Flurstück: 1196/1 | |           | 47251 DDB  |
| Bild gesucht BW         | Bildstock                                                   | Eiserne Hand LageFlur: 2, Flurstück: 25 | |           | 65605 DDB  |
| Bild gesucht BW         |                                                             | Frankfurter Straße 3 LageFlur: 1, Flurstück: 1138/1 | |           | 47266 DDB  |
| Bild gesucht BW         |                                                             | Gallusstraße 1 LageFlur: 1, Flurstück: 1297/1 | |           | 47267 DDB  |
| Bild gesucht BW         |                                                             | Gießener Straße 12 LageFlur: 1, Flurstück: 1180/2 | |           | 47268 DDB  |
| weitere Bilder          |                                                             | Hintergasse 1 LageFlur: 1, Flurstück: 48/1 | |           | 47269 DDB  |
| weitere Bilder          |                                                             | Hintergasse 6 LageFlur: 1, Flurstück: 92/2 | |           | 47270 DDB  |
| weitere Bilder          |                                                             | Hintergasse 18 LageFlur: 1, Flurstück: 1066 | |           | 47271 DDB  |
| weitere Bilder          | Sachgesamtheit Spitalkirche, ehemaliges Spital und Friedhof | Hintergasse 22, Hintergasse 24 LageFlur: 1, Flurstück: 1068, 1069 | Barocke, turmlose Saalkirche mit Walmdach ohne Turm, eingezogener Rechteckchor ursprünglich als Ostturm vorgesehen | 1723–1740 | 47272 DDB  |
| weitere Bilder          |                                                             | Judengasse 5 LageFlur: 1, Flurstück: 236/1 | |           | 47273 DDB  |
| weitere Bilder          |                                                             | Judengasse 11 LageFlur: 1, Flurstück: 245/2 | |           | 47274 DDB  |
| weitere Bilder          | Wirtshaus zum schiefen Balken                               | Krool 3 LageFlur: 1, Flurstück: 346/4 | |           | 47275 DDB  |
| Bild gesucht BW         |                                                             | Krool 5 LageFlur: 1, Flurstück: 360 | |           | 47276 DDB  |
| weitere Bilder          |                                                             | Krool 7 LageFlur: 1, Flurstück: 361 | |           | 47277 DDB  |
| weitere Bilder          | Sachgesamtheit Latzmühle                                    | Lauterer Straße 4, Lauterer Straße 6 LageFlur: 17, Flurstück: 161/1, 161/2 | |           | 47227 DDB  |
| Bild gesucht BW         |                                                             | Linsengasse 3 LageFlur: 1, Flurstück: 464/4 | |           | 47278 DDB  |
| Bild gesucht BW         |                                                             | Linsengasse 7 LageFlur: 1, Flurstück: 461 | |           | 47279 DDB  |
| Bild gesucht BW         |                                                             | Londorfer Straße 7 LageFlur: 1, Flurstück: 1233 | |           | 47280 DDB  |
| Bild gesucht BW         |                                                             | Londorfer Straße 8 LageFlur: 1, Flurstück: 1191/1 | |           | 47281 DDB  |
| Bild gesucht BW         |                                                             | Londorfer Straße 9 LageFlur: 1, Flurstück: 1234, 1235 | |           | 47282 DDB  |
| Bild gesucht BW         |                                                             | Londorfer Straße 20 LageFlur: 1, Flurstück: 1245 | |           | 47283 DDB  |
| weitere Bilder          | Wirtshaus zur Schirn                                        | Marktgasse 1 LageFlur: 1, Flurstück: 533 | |           | 47284 DDB  |
| weitere Bilder          |                                                             | Marktgasse 4 LageFlur: 1, Flurstück: 542/2 | |           | 47285 DDB  |
| weitere Bilder          |                                                             | Marktgasse 6 LageFlur: 1, Flurstück: 541/2 | |           | 47286 DDB  |
| weitere Bilder          |                                                             | Marktgasse 8 LageFlur: 1, Flurstück: 541/2 | |           | 47287 DDB  |
| weitere Bilder          |                                                             | Marktgasse 9 LageFlur: 1, Flurstück: 538 | |           | 47288 DDB  |
| weitere Bilder          |                                                             | Marktgasse 11 LageFlur: 1, Flurstück: 539 | |           | 47289 DDB  |
| weitere Bilder          |                                                             | Marktgasse 16 LageFlur: 1, Flurstück: 563/1 | |           | 47290 DDB  |
| weitere Bilder          |                                                             | Marktgasse 18 LageFlur: 1, Flurstück: 564/2 | |           | 47291 DDB  |
| weitere Bilder          |                                                             | Marktgasse 20 LageFlur: 1, Flurstück: 1101/2 | |           | 47292 DDB  |
| Brunnen                 | Brunnen                                                     | Marktplatz LageFlur: 1, Flurstück: 1353/1 | |           | 47300 DDB  |
| weitere Bilder          |                                                             | Marktplatz 3 LageFlur: 1, Flurstück: 337 | |           | 47293 DDB  |
| weitere Bilder          |                                                             | Marktplatz 4 LageFlur: 1, Flurstück: 338 | |           | 47294 DDB  |
| weitere Bilder          | Zum Wilden Mann                                             | Marktplatz 5 LageFlur: 1, Flurstück: 545/8 | |           | 47295 DDB  |
| weitere Bilder          |                                                             | Marktplatz 6 LageFlur: 1, Flurstück: 546/2 | |           | 47296 DDB  |
| weitere Bilder          | Alte Post                                                   | Marktplatz 7 LageFlur: 1, Flurstück: 548/8 | |           | 47297 DDB  |
| weitere Bilder          |                                                             | Marktplatz 8 LageFlur: 1, Flurstück: 549/1 | |           | 47298 DDB  |
| weitere Bilder          | Haus Oberscholthes                                          | Marktplatz 9 LageFlur: 1, Flurstück: 603 | |           | 47299 DDB  |
| weitere Bilder          |                                                             | Meyersgasse 1 LageFlur: 1, Flurstück: 352 | |           | 47301 DDB  |
| Sachgesamtheit Neumühle | Sachgesamtheit Neumühle                                     | Neumühle 1 LageFlur: 19, Flurstück: 60/1 | |           | 47228 DDB  |
| Bild gesucht BW         |                                                             | Neustadt 11 LageFlur: 1, Flurstück: 139/2 | |           | 47303 DDB  |
| Bild gesucht BW         |                                                             | Neustadt 27 LageFlur: 1, Flurstück: 160/3 | |           | 47304 DDB  |
| Bild gesucht BW         |                                                             | Neustadt 42 LageFlur: 1, Flurstück: 32/3 | |           | 47305 DDB  |
| Bild gesucht BW         |                                                             | Neustadt 46 LageFlur: 1, Flurstück: 29/3 | |           | 47306 DDB  |
| Bild gesucht BW         |                                                             | Neustadt 50 LageFlur: 1, Flurstück: 22/1 | |           | 47307 DDB  |
| Bild gesucht BW         |                                                             | Neustadt 60 LageFlur: 1, Flurstück: 13 | |           | 793797 DDB |
| Bild gesucht BW         |                                                             | Neustadt 68 LageFlur: 1, Flurstück: 1072/4 | |           | 47309 DDB  |
| Bild gesucht BW         | Sachgesamtheit Steinmühle                                   | Neustadt 100, Neustadt 102, Lauterer Straße 2 LageFlur: 17, Flurstück: 156/1, 156/3, 156/4 | |           | 47229 DDB  |
| Bild gesucht BW         |                                                             | Portegasse 9 LageFlur: 1, Flurstück: 1074/1 | |           | 47310 DDB  |
| weitere Bilder          | Rathaus                                                     | Rabegasse 1 LageFlur: 1, Flurstück: 604 | |           | 47311 DDB  |
| weitere Bilder          | Gasthof Zum Goldenen Adler                                  | Rabegasse 2 LageFlur: 1, Flurstück: 331/1 | |           | 47312 DDB  |
| Bild gesucht BW         |                                                             | Rabegasse 3 LageFlur: 1, Flurstück: 607/2 | |           | 47313 DDB  |
| weitere Bilder          |                                                             | Rabegasse 4 LageFlur: 1, Flurstück: 330/2 | |           | 47314 DDB  |
| weitere Bilder          |                                                             | Rabegasse 6 LageFlur: 1, Flurstück: 328/1 | |           | 47315 DDB  |
| weitere Bilder          |                                                             | Rabegasse 8 LageFlur: 1, Flurstück: 327 | |           | 47316 DDB  |
| weitere Bilder          |                                                             | Rabegasse 9 LageFlur: 1, Flurstück: 1076/2 | |           | 47317 DDB  |
| weitere Bilder          |                                                             | Rabegasse 10 LageFlur: 1, Flurstück: 324/2 | |           | 47318 DDB  |
| weitere Bilder          |                                                             | Rabegasse 12, Rabegasse 14 LageFlur: 1, Flurstück: 319/1, 323 | |           | 47319 DDB  |
| weitere Bilder          |                                                             | Rabegasse 13 LageFlur: 1, Flurstück: 1082/4 | |           | 47320 DDB  |
| weitere Bilder          |                                                             | Rabegasse 17 LageFlur: 1, Flurstück: 1084/3 | |           | 47321 DDB  |
| weitere Bilder          |                                                             | Rabegasse 19 LageFlur: 1, Flurstück: 1085/2 | |           | 47322 DDB  |
| weitere Bilder          |                                                             | Rabegasse 21 LageFlur: 1, Flurstück: 1127/4 | |           | 47323 DDB  |
| weitere Bilder          |                                                             | Rabegasse 22 LageFlur: 1, Flurstück: 232/2 | |           | 47324 DDB  |
| weitere Bilder          |                                                             | Rabegasse 23 LageFlur: 1, Flurstück: 1128/5 | |           | 47325 DDB  |
| weitere Bilder          | Ehem. Antoniterkloster                                      | Rosengasse 2, Rosengasse 8, Rosengasse 5, Rosengasse 4 LageFlur: 1, Flurstück: 1206/1, 1207, 459/1 | |           | 47326 DDB  |
| weitere Bilder          | Sachgesamtheit Befestigungsmauer des Schloßgartens          | Schloßgarten, Rosengasse 8, Rosengasse 4, Rosengasse 2, Gießener Straße B 49 LageFlur: 1, Flurstück: 1206/1, 1207, 1215/1, 1217/1, 1217/2, 1302/21, 1302/23, 1302/25, 1302/26, 1351/1 | |           | 47232 DDB  |
| weitere Bilder          |                                                             | Schloßgasse 3 LageFlur: 1, Flurstück: 456/3 | |           | 47327 DDB  |
| weitere Bilder          |                                                             | Schloßgasse 4, Schloßgasse, An der Marktgasse LageFlur: 1, Flurstück: 1366, 523, 524/2 | |           | 47328 DDB  |
| weitere Bilder          | Schule                                                      | Schulstraße 1 LageFlur: 1, Flurstück: 1120/1 | |           | 47329 DDB  |
| Bild gesucht BW         | Schule                                                      | Schulstraße 6 LageFlur: 1, Flurstück: 1139 | |           | 47330 DDB  |
| Bild gesucht BW         |                                                             | Wahnergasse 11 LageFlur: 22, Flurstück: 111 | |           | 926593 DDB |
| weitere Bilder          | Städtisches Brauhaus                                        | Winterplatz 4 LageFlur: 1, Flurstück: 1039 | |           | 47331 DDB  |
| weitere Bilder          | Brunnenhäuschen auf dem Berg                                | Winterplatz 6 LageFlur: 1, Flurstück: 1041 | |           | 47332 DDB  |

### Harbach
| Bild            | Bezeichnung                  | Lage                                                                               | Beschreibung                                                                           | Bauzeit | Objekt-Nr. |
| --------------- | ---------------------------- | ---------------------------------------------------------------------------------- | -------------------------------------------------------------------------------------- | ------- | ---------- |
| Bild gesucht BW | Gesamtanlage Forsthausstraße | Forsthausstraße 2–12 Lage                                                          |                                                                                        |         | 47335 DDB  |
| Bild gesucht BW |                              | Forsthausstraße 2 LageFlur: 1, Flurstück: 50/1                                     |                                                                                        |         | 47338 DDB  |
| Bild gesucht BW |                              | Forsthausstraße 12 LageFlur: 1, Flurstück: 44/6                                    | Teil der Gesamtanlage Forsthausstraße                                                  |         | 951850     |
| Bild gesucht BW |                              | Forsthausstraße 32 LageFlur: 1, Flurstück: 32/7                                    |                                                                                        |         | 47340 DDB  |
| Bild gesucht BW |                              | Grohlgasse 1 LageFlur: 1, Flurstück: 147                                           |                                                                                        |         | 47341 DDB  |
| Bild gesucht BW |                              | Grohlgasse 7 LageFlur: 1, Flurstück: 142/1                                         |                                                                                        |         | 47342 DDB  |
| weitere Bilder  | Ev. Kirche                   | Kirchgasse o. Nr. LageFlur: 1, Flurstück: 327                                      | Im Kern romanische Saalkirche mit Dachreiter und eingezogenem Rechteckchor, 1775 Umbau | um 1250 | 47343 DDB  |
| Bild gesucht BW | Sachgesamtheit Kolbenmühle   | Kolbenmühle 2, Kolbenmühle 4, Kolbenmühle 3 LageFlur: 3, Flurstück: 80, 82/1, 82/2 |                                                                                        |         | 47336 DDB  |
| Bild gesucht BW | Sommersmühle                 | Sommersmühle 1 LageFlur: 3, Flurstück: 70/4                                        |                                                                                        |         | 47337 DDB  |
| Bild gesucht BW | Backhaus                     | Zum Sandberg 2 LageFlur: 1, Flurstück: 121                                         |                                                                                        |         | 47344 DDB  |
| Bild gesucht BW |                              | Zum Sandberg 4 LageFlur: 1, Flurstück: 122                                         |                                                                                        |         | 47345 DDB  |
| Bild gesucht BW | Brunnen                      | Zum Sandberg o. Nr. LageFlur: 1, Flurstück: 281/1                                  |                                                                                        |         | 47346 DDB  |

### Klein-Eichen
| Bild            | Bezeichnung               | Lage | Beschreibung | Bauzeit | Objekt-Nr. |
| --------------- | ------------------------- | --- | --- | ------- | ---------- |
| weitere Bilder  | Gesamtanlage Klein-Eichen | Groß-Eichener Straße 1, 5, 2-4, Hinterdorf 1-7, 8, Ilsdorfer Straße 1-9, 2-8, 12, Lardenbacher Straße 1-5, 2-4, Sellnröder Straße 1-3, 2-8 Lage | |         | 47348 DDB  |
| Bild gesucht BW | Friedhof                  | Auf der Sohle (Groß-Eichener-Straße) LageFlur: 1, Flurstück: 43                                                                                 | |         | 47352 DDB  |
| weitere Bilder  | Backhaus                  | Groß-Eichener Straße 1 LageFlur: 1, Flurstück: 108                                                                                              | |         | 47349 DDB  |
| Bild gesucht BW |                           | Groß-Eichener Straße 4 LageFlur: 1, Flurstück: 47/4                                                                                             | |         | 47350 DDB  |
| Bild gesucht BW |                           | Groß-Eichener Straße 5 LageFlur: 1, Flurstück: 109                                                                                              | |         | 47351 DDB  |
| Bild gesucht BW |                           | Hinterdorf 1 LageFlur: 1, Flurstück: 22 | |         | 47353 DDB  |
| Bild gesucht BW |                           | Hinterdorf 5 LageFlur: 1, Flurstück: 20 | |         | 47355 DDB  |
| Bild gesucht BW |                           | Hinterdorf 7 LageFlur: 1, Flurstück: 12 | |         | 47354 DDB  |
| weitere Bilder  | Ev. Kirche                | Ilsdorfer Straße 1 LageFlur: 1, Flurstück: 48                                                                                                   | in Unter-Seibertenrod errichtete und 1738 nach Klein-Eichen translozierte Fachwerkkirche mit achteckigem Dachreiter mit Spitzhelm | 16. Jh. | 47356 DDB  |
| Bild gesucht BW |                           | Ilsdorfer Straße 2 LageFlur: 1, Flurstück: 60                                                                                                   | |         | 47357 DDB  |
| Bild gesucht BW |                           | Ilsdorfer Straße 3 LageFlur: 1, Flurstück: 49/2                                                                                                 | |         | 47358 DDB  |
| Bild gesucht BW |                           | Ilsdorfer Straße 4 LageFlur: 1, Flurstück: 63/1, 63/2                                                                                           | |         | 47359 DDB  |
| Bild gesucht BW |                           | Ilsdorfer Straße 6 LageFlur: 1, Flurstück: 59/1                                                                                                 | |         | 47360 DDB  |
| Bild gesucht BW |                           | Ilsdorfer Straße 8 LageFlur: 1, Flurstück: 58                                                                                                   | |         | 47361 DDB  |
| Bild gesucht BW |                           | Lardenbacher Straße 1 LageFlur: 1, Flurstück: 61                                                                                                | |         | 47362 DDB  |
| Bild gesucht BW |                           | Lardenbacher Straße 3 LageFlur: 1, Flurstück: 62/3                                                                                              | |         | 47363 DDB  |
| Bild gesucht BW |                           | Lardenbacher Straße 5 LageFlur: 1, Flurstück: 66                                                                                                | |         | 47364 DDB  |
| Bild gesucht BW |                           | Sellnröder Straße 4 LageFlur: 1, Flurstück: 106                                                                                                 | |         | 47365 DDB  |
| Bild gesucht BW |                           | Sellnröder Straße 6 LageFlur: 1, Flurstück: 104                                                                                                 | |         | 47366 DDB  |
| Bild gesucht BW |                           | Sellnröder Straße 8 LageFlur: 1, Flurstück: 103                                                                                                 | |         | 47367 DDB  |

### Lardenbach
| Bild            | Bezeichnung             | Lage                                                             | Beschreibung | Bauzeit | Objekt-Nr. |
| --------------- | ----------------------- | ---------------------------------------------------------------- | --- | ------- | ---------- |
| Bild gesucht BW | Gesamtanlage Lardenbach | Am Helgenstock 2, Am Larbach 2–22, Seentalstraße 7–47, 6–26 Lage | |         | 47369 DDB  |
| Bild gesucht BW |                         | Am Helgenstock 2 LageFlur: 1, Flurstück: 139/1                   | |         | 47370 DDB  |
| Ev. Kirche      | Ev. Kirche              | Am Larbach 2 LageFlur: 1, Flurstück: 49/1                        | Fachwerkkirche mit eigenwilligem Fachwerk und achteckigem, verschiefertem Dachreiter mit achtseitigem Spitzhelm | 1657    | 47371 DDB  |
| Bild gesucht BW | Pfarrhaus               | Am Larbach 4 LageFlur: 1, Flurstück: 50/1                        | |         | 47373 DDB  |
| Bild gesucht BW |                         | Am Larbach 5 LageFlur: 1, Flurstück: 167/1                       | |         | 47374 DDB  |
| Bild gesucht BW |                         | Am Larbach 6 LageFlur: 1, Flurstück: 63/5                        | |         | 47375 DDB  |
| Bild gesucht BW | Ehem. Schule            | Am Larbach 7 LageFlur: 1, Flurstück: 166                         | |         | 47376 DDB  |
| Bild gesucht BW |                         | Am Larbach 11 LageFlur: 1, Flurstück: 47/2                       | |         | 47377 DDB  |
| Bild gesucht BW |                         | Am Larbach 15 LageFlur: 1, Flurstück: 43/1                       | |         | 47378 DDB  |
| Bild gesucht BW |                         | Am Larbach 16 LageFlur: 1, Flurstück: 87/2                       | |         | 47379 DDB  |
| Bild gesucht BW | Backhaus                | Am Larbach 18a LageFlur: 1, Flurstück: 84                        | |         | 47380 DDB  |
| Bild gesucht BW |                         | Am Larbach 23 LageFlur: 1, Flurstück: 31                         | |         | 47381 DDB  |
| Bild gesucht BW |                         | Am Larbach 27 LageFlur: 1, Flurstück: 29/1                       | |         | 47382 DDB  |
| Bild gesucht BW | Pumpe                   | Am Larbach o. Nr. LageFlur: 1, Flurstück: 398/2                  | |         | 47372 DDB  |
| Bild gesucht BW |                         | Seentalstraße 6 LageFlur: 1, Flurstück: 143/1                    | |         | 47383 DDB  |
| Bild gesucht BW |                         | Seentalstraße 15 LageFlur: 1, Flurstück: 55/1                    | |         | 47384 DDB  |
| Bild gesucht BW |                         | Seentalstraße 24 LageFlur: 1, Flurstück: 109/1                   | |         | 47385 DDB  |
| Bild gesucht BW |                         | Seentalstraße 41 LageFlur: 1, Flurstück: 91/1                    | |         | 47386 DDB  |
| Bild gesucht BW |                         | Seentalstraße 43 LageFlur: 1, Flurstück: 93/2                    | |         | 47387 DDB  |
| Bild gesucht BW |                         | Seentalstraße 48 LageFlur: 1, Flurstück: 104                     | |         | 47388 DDB  |

### Lehnheim
| Bild            | Bezeichnung                     | Lage                                                      | Beschreibung | Bauzeit | Objekt-Nr. |
| --------------- | ------------------------------- | --------------------------------------------------------- | ------------ | ------- | ---------- |
| Bild gesucht BW | Gesamtanlage Atzenhainer Straße | Atzenhainer Straße 5–17 Lage                              |              |         | 47390 DDB  |
| Bild gesucht BW | Gesamtanlage Kernstraße         | Kernstraße 9–15 Lage                                      |              |         | 47391 DDB  |
| Bild gesucht BW |                                 | Am Berg 1 LageFlur: 1, Flurstück: 73/1                    |              |         | 47392 DDB  |
| Bild gesucht BW |                                 | Appelstraße 10 LageFlur: 1, Flurstück: 11                 |              |         | 47393 DDB  |
| Bild gesucht BW | Altes Backhaus                  | Atzenhainer Straße 13 LageFlur: 1, Flurstück: 60/1        |              |         | 47394 DDB  |
| Bild gesucht BW |                                 | Atzenhainer Straße 19A LageFlur: 1, Flurstück: 56         |              |         | 47395 DDB  |
| Bild gesucht BW |                                 | Kernstraße 9 LageFlur: 1, Flurstück: 21/3                 |              |         | 47396 DDB  |
| Bild gesucht BW |                                 | Kernstraße 15 LageFlur: 1, Flurstück: 18                  |              |         | 47397 DDB  |
| Bild gesucht BW |                                 | Kernstraße 18, Kernstraße 20 LageFlur: 1, Flurstück: 5, 6 |              |         | 47398 DDB  |
| Bild gesucht BW | Neues Backhaus                  | Kernstraße 22 LageFlur: 1, Flurstück: 3                   |              |         | 47399 DDB  |
| Bild gesucht BW |                                 | Köppelweg 14 LageFlur: 1, Flurstück: 28                   |              |         | 47400 DDB  |

### Lumda
| Bild            | Bezeichnung      | Lage                                                   | Beschreibung                                                                                               | Bauzeit   | Objekt-Nr. |
| --------------- | ---------------- | ------------------------------------------------------ | --- | --------- | ---------- |
| Bild gesucht BW | ehem. Bahnhof    | Am Bahndamm 8 LageFlur: 1, Flurstück: 409/5            | |           | 952635 DDB |
| Bild gesucht BW |                  | Buchenweg 4 LageFlur: 1, Flurstück: 14/4               | |           | 47402 DDB  |
| Bild gesucht BW | Ehemalige Schule | Dorfstraße 3 LageFlur: 1, Flurstück: 69/2              | |           | 47403 DDB  |
| Bild gesucht BW |                  | Hohl 4 LageFlur: 1, Flurstück: 136/1                   | |           | 47404 DDB  |
| Bild gesucht BW |                  | Lumdastraße 1 LageFlur: 1, Flurstück: 145/1            | |           | 47405 DDB  |
| weitere Bilder  | Kirche           | Lumdastraße 4 LageFlur: 1, Flurstück: 98               | spätklassizistische Saalkirche mit achtseitigem Dachreiter, neuromanische und klassizistische Stilelemente | 1847/1848 | 47406 DDB  |
| Bild gesucht BW |                  | Lumdastraße 6 LageFlur: 1, Flurstück: 99/1             | |           | 47407 DDB  |
| Bild gesucht BW |                  | Lumdastraße 7 LageFlur: 1, Flurstück: 141/1            | |           | 47408 DDB  |
| Bild gesucht BW |                  | Lumdastraße 11 LageFlur: 1, Flurstück: 119/4           | |           | 47409 DDB  |
| Bild gesucht BW | Forsthaus        | Lumdastraße 43 LageFlur: 1, Flurstück: 240/1           | |           | 47411 DDB  |
| Bild gesucht BW | Brunnen          | Lumdastraße K 41 o. Nr. LageFlur: 1, Flurstück: 412/54 | |           | 47410 DDB  |
| Bild gesucht BW |                  | Neuer Weg 18 LageFlur: 1, Flurstück: 3/2               | |           | 47412 DDB  |
| Bild gesucht BW |                  | Neuer Weg 26 LageFlur: 1, Flurstück: 10                | |           | 47413 DDB  |

### Queckborn
| Bild            | Bezeichnung                        | Lage                                                                                  | Beschreibung | Bauzeit | Objekt-Nr. |
| --------------- | ---------------------------------- | ------------------------------------------------------------------------------------- | --- | ------- | ---------- |
| Bild gesucht BW | Gesamtanlage historischer Ortskern | Bruchgasse 1–23, 4–12, Falltorgasse 2, Rittergasse 1–7, Schnepfenhain 1–17, 8–20 Lage | |         | 47415 DDB  |
| Bild gesucht BW | Bildstock                          | An der Straße LageFlur: 5, Flurstück: 91                                              | |         | 65607 DDB  |
| weitere Bilder  | Kreuz                              | Auf den sieben Morgen LageFlur: 4, Flurstück: 60                                      | |         | 65591 DDB  |
| Bild gesucht BW |                                    | Bleichgasse 1 LageFlur: 1, Flurstück: 5/2                                             | |         | 47416 DDB  |
| Bild gesucht BW |                                    | Bleichgasse 6 LageFlur: 1, Flurstück: 187                                             | |         | 47417 DDB  |
| Bild gesucht BW |                                    | Bruchgasse 1 LageFlur: 1, Flurstück: 34                                               | |         | 47418 DDB  |
| Bild gesucht BW |                                    | Bruchgasse 4 LageFlur: 1, Flurstück: 14                                               | |         | 47419 DDB  |
| Bild gesucht BW |                                    | Bruchgasse 17 LageFlur: 1, Flurstück: 25/1                                            | |         | 47420 DDB  |
| Bild gesucht BW |                                    | Bruchgasse 21 LageFlur: 1, Flurstück: 20/1                                            | |         | 47421 DDB  |
| Bild gesucht BW |                                    | Bruchgasse 23 LageFlur: 1, Flurstück: 21/2                                            | |         | 47422 DDB  |
| Bild gesucht BW |                                    | Licher Straße 12a, 12b LageFlur: 2, Flurstück: 144/5                                  | |         | 47423 DDB  |
| Bild gesucht BW |                                    | Licher Straße 14 LageFlur: 3, Flurstück: 141                                          | |         | 47424 DDB  |
| Bild gesucht BW |                                    | Licher Straße 24 LageFlur: 2, Flurstück: 136/3                                        | |         | 47425 DDB  |
| Bild gesucht BW |                                    | Rittergasse 5 LageFlur: 1, Flurstück: 11/4                                            | |         | 47426 DDB  |
| weitere Bilder  | Kirche                             | Rittergasse 7, Bleichgasse LageFlur: 1, Flurstück: 2/2, 499/1                         | Romanische Saalkirche mit eingezogenem Rechteckchor, im Norden moderner Erweiterungsbau (1968–1972); zweigeschossiger, barocker Dachreiter von 1730 mittig aufgesetzt | 11. Jh. | 47427 DDB  |
| Bild gesucht BW | Altes Schulhaus                    | Rittergasse 9 LageFlur: 1, Flurstück: 193/2                                           | |         | 47428 DDB  |
| Bild gesucht BW |                                    | Rittergasse 10 LageFlur: 1, Flurstück: 99                                             | |         | 47429 DDB  |
| Bild gesucht BW |                                    | Rittergasse 13 LageFlur: 1, Flurstück: 183                                            | |         | 47430 DDB  |
| Bild gesucht BW |                                    | Schnepfenhain 1 LageFlur: 1, Flurstück: 115/2                                         | |         | 47431 DDB  |
| Bild gesucht BW |                                    | Schnepfenhain 2A LageFlur: 1, Flurstück: 95/3                                         | |         | 47432 DDB  |
| Bild gesucht BW |                                    | Schnepfenhain 13 LageFlur: 1, Flurstück: 90/3                                         | |         | 47433 DDB  |
| Bild gesucht BW |                                    | Schnepfenhain 14 LageFlur: 1, Flurstück: 48/1                                         | |         | 47434 DDB  |
| Bild gesucht BW |                                    | Schnepfenhain 16 LageFlur: 1, Flurstück: 45/1                                         | |         | 47435 DDB  |
| Bild gesucht BW |                                    | Schnepfenhain 19 LageFlur: 1, Flurstück: 85/2                                         | |         | 47436 DDB  |
| Bild gesucht BW |                                    | Schnepfenhain 23 LageFlur: 1, Flurstück: 84/2                                         | |         | 47437 DDB  |
| Bild gesucht BW |                                    | Schnepfenhain 33 LageFlur: 1, Flurstück: 76                                           | |         | 47438 DDB  |
| Bild gesucht BW |                                    | Schnepfenhain 35 LageFlur: 1, Flurstück: 75                                           | |         | 47439 DDB  |
| Bild gesucht BW | Wasserwerk                         | Schnepfenhain 36 LageFlur: 1, Flurstück: 211                                          | |         | 47440 DDB  |

### Reinhardshain
| Bild                             | Bezeichnung                      | Lage                                                                                             | Beschreibung                                                                                                 | Bauzeit | Objekt-Nr. |
| -------------------------------- | -------------------------------- | ------------------------------------------------------------------------------------------------ | --- | ------- | ---------- |
| weitere Bilder                   | Ev. Kirche                       | Am Festplatz 1 LageFlur: 1, Flurstück: 183/5                                                     | Saalkirche als Fachwerkkirche in Ständerbauweise, sechsseitiger Dachreiter mit flachgewölbter Welscher Haube | 1617    | 47442 DDB  |
| Autobahnraststätte Reinhardshain | Autobahnraststätte Reinhardshain | An der Schoberschneise 1, An der Schoberschneise 3, A 5 LageFlur: 10, Flurstück: 4/11, 4/13, 4/7 | |         | 47451 DDB  |
| Bild gesucht BW                  |                                  | Brückenstraße 12, Brückenstraße 12A LageFlur: 1, Flurstück: 222/1, 222/2, 223/2                  | |         | 47443 DDB  |
| Bild gesucht BW                  |                                  | Brückenstraße 17 LageFlur: 1, Flurstück: 156/1                                                   | |         | 47444 DDB  |
| weitere Bilder                   | Wasserturm auf dem Dienberg      | Dienbergstraße 21, Dienbergstraße LageFlur: 1, Flurstück: 255, 256/21                            | | 1908    | 47445 DDB  |
| Bild gesucht BW                  |                                  | Fliederweg 8 LageFlur: 1, Flurstück: 40/3                                                        | |         | 47446 DDB  |
| Bild gesucht BW                  |                                  | Liebengasse 3 LageFlur: 1, Flurstück: 169/1                                                      | |         | 47447 DDB  |
| Bild gesucht BW                  | Backhaus                         | Liebengasse 6 LageFlur: 1, Flurstück: 144/1                                                      | |         | 47448 DDB  |
| Bild gesucht BW                  | Backhaus                         | Untergasse 8 LageFlur: 1, Flurstück: 201/4                                                       | |         | 47449 DDB  |
| Bild gesucht BW                  |                                  | Untergasse 10 LageFlur: 1, Flurstück: 198/1                                                      | |         | 47450 DDB  |

### Stangenrod
| Bild            | Bezeichnung                     | Lage                                                                         | Beschreibung | Bauzeit | Objekt-Nr. |
| --------------- | ------------------------------- | ---------------------------------------------------------------------------- | --- | ------- | ---------- |
| weitere Bilder  | Wasserbehälter                  | Auf der alten Warte hinter der Kirche LageFlur: 1, Flurstück: 4/7            | |         | 47463 DDB  |
| Bild gesucht BW | Ehemalige Schule                | Hügelstraße 2 LageFlur: 1, Flurstück: 23/2                                   | |         | 47453 DDB  |
| Bild gesucht BW | Backhaus                        | Stangenröder Straße 1a LageFlur: 1, Flurstück: 71/1                          | |         | 47454 DDB  |
| Bild gesucht BW |                                 | Stangenröder Straße 4 LageFlur: 1, Flurstück: 68                             | |         | 47455 DDB  |
| Bild gesucht BW |                                 | Stangenröder Straße 6 LageFlur: 1, Flurstück: 31/1                           | |         | 47456 DDB  |
| Bild gesucht BW |                                 | Stangenröder Straße 7 LageFlur: 1, Flurstück: 27                             | |         | 47457 DDB  |
| Bild gesucht BW | Brunnen, Spritzenhaus und Anger | Stangenröder Straße 9, Stangenröder Straße LageFlur: 1, Flurstück: 36, 37    | |         | 47458 DDB  |
| weitere Bilder  | Kirche                          | Stangenröder Straße 11, Stangenröder Straße LageFlur: 1, Flurstück: 15/1, 16 | Im Kern romanische Saalkirche, mehrfach umgebaut, für Oberhessen ungewöhnlicher Westturm mit Zeltdach und unregelmäßiger vierseitiger Ostabschluss | um 1100 | 47459 DDB  |
| Bild gesucht BW | Brunnen                         | Walpergasse 16 LageFlur: 1, Flurstück: 102                                   | |         | 47460 DDB  |
| Bild gesucht BW |                                 | Walpergasse 20, Walpergasse 18 LageFlur: 1, Flurstück: 103/1, 104/3          | |         | 47461 DDB  |
| Bild gesucht BW |                                 | Weitershainer Straße 7 LageFlur: 1, Flurstück: 141                           | |         | 47462 DDB  |

### Stockhausen
| Bild            | Bezeichnung | Lage                                          | Beschreibung | Bauzeit | Objekt-Nr. |
| --------------- | ----------- | --------------------------------------------- | ------------ | ------- | ---------- |
| Bild gesucht BW |             | Hauptstraße 10 LageFlur: 1, Flurstück: 54     |              |         | 47465 DDB  |
| Bild gesucht BW |             | Hauptstraße 15 LageFlur: 1, Flurstück: 58     |              |         | 47466 DDB  |
| Bild gesucht BW |             | Hauptstraße 17 LageFlur: 1, Flurstück: 56     |              |         | 47467 DDB  |
| Bild gesucht BW | Backhaus    | Lindenstraße 1 LageFlur: 1, Flurstück: 38     |              |         | 47468 DDB  |
| Bild gesucht BW |             | Lindenstraße 3 LageFlur: 1, Flurstück: 39/1   |              |         | 47469 DDB  |
| Bild gesucht BW |             | Lindenstraße 11 LageFlur: 1, Flurstück: 44    |              |         | 47470 DDB  |
| Bild gesucht BW |             | Stockhäuser Hof 2 LageFlur: 1, Flurstück: 1   |              |         | 47471 DDB  |
| Bild gesucht BW |             | Stockhäuser Hof 4 LageFlur: 1, Flurstück: 2/1 |              |         | 47472 DDB  |

### Weickartshain
| Bild            | Bezeichnung               | Lage                                             | Beschreibung                                                                  | Bauzeit   | Objekt-Nr. |
| --------------- | ------------------------- | ------------------------------------------------ | ----------------------------------------------------------------------------- | --------- | ---------- |
| Bild gesucht BW | Gesamtanlage Lutherstraße | Lutherstraße 11–17 Lage                          |                                                                               |           | 47474 DDB  |
| Bild gesucht BW | Gesamtanlage Mozartstraße | Mozartstraße 6–10 LageFlur: 1, Flurstück:        |                                                                               |           | 47475 DDB  |
| Bild gesucht BW |                           | Am Sportplatz 6 LageFlur: 1, Flurstück: 115/1    |                                                                               |           | 47476 DDB  |
| weitere Bilder  |                           | Emdestraße 2 LageFlur: 3, Flurstück: 34/2        |                                                                               |           | 47477 DDB  |
| weitere Bilder  | Ev. Kirche                | Glockenstraße 1 LageFlur: 1, Flurstück: 1        | Saalkirche im Stil des Historismus mit sechsseitigem, zweistufigem Dachreiter | 1931/1932 | 47478 DDB  |
| Bild gesucht BW | Ehem. Schule              | Glockenstraße 4 LageFlur: 1, Flurstück: 24       |                                                                               |           | 47479 DDB  |
| Bild gesucht BW | Backhaus                  | Glockenstraße 8 LageFlur: 1, Flurstück: 21       |                                                                               |           | 47480 DDB  |
| Bild gesucht BW |                           | Glockenstraße 12 LageFlur: 1, Flurstück: 20/2    |                                                                               |           | 47481 DDB  |
| Bild gesucht BW |                           | Lutherstraße 2 LageFlur: 1, Flurstück: 36        |                                                                               |           | 47482 DDB  |
| Bild gesucht BW |                           | Lutherstraße 17 LageFlur: 1, Flurstück: 43/1     |                                                                               |           | 47483 DDB  |
| Bild gesucht BW |                           | Mozartstraße 13 LageFlur: 1, Flurstück: 4        |                                                                               |           | 47484 DDB  |
| Bild gesucht BW |                           | Mozartstraße 15 LageFlur: 1, Flurstück: 3        |                                                                               |           | 47485 DDB  |
| Bild gesucht BW |                           | Vogelsbergstraße 20 LageFlur: 1, Flurstück: 33/1 |                                                                               |           | 47486 DDB  |

### Weitershain
| Bild            | Bezeichnung   | Lage                                                   | Beschreibung | Bauzeit   | Objekt-Nr. |
| --------------- | ------------- | ------------------------------------------------------ | --- | --------- | ---------- |
| Bild gesucht BW | Backhaus      | Appenbörner Straße 1 LageFlur: 1, Flurstück: 46/2      | |           | 47488 DDB  |
| Bild gesucht BW | Ehem. Rathaus | Appenbörner Straße 8 LageFlur: 1, Flurstück: 271       | |           | 47489 DDB  |
| Bild gesucht BW | Ehem. Schule  | Bernsfelder Straße 1 LageFlur: 1, Flurstück: 29/3      | |           | 47490 DDB  |
| Bild gesucht BW | Pfarrhaus     | Bernsfelder Straße 5 LageFlur: 1, Flurstück: 29/5      | |           | 47492 DDB  |
| „Krugshof“      | „Krugshof“    | Bernsfelder Straße 7 LageFlur: 1, Flurstück: 25/6      | Außergewöhnliche, vollständig erhaltene Hofanlage an der Ecke Mittelstraße. Die aus einem Fachwerkwohnhaus, einem Stallanbau und einer voluminösen Scheune bestehende Hofreite ist durch eine langgestreckte Bruchsteinmauer bzw. durch eine Einfriedung zur Straße hin abgegrenzt. Das, wie bei Renovierungsarbeiten festgestellt, im Jahr 1633 errichtete, zweizonige Wohnhaus, das mit seiner symmetrisch ausgebildeten Giebelseite zur Mittelstraße orientiert ist, zeigt kräftiges Fachwerk der Erbauungszeit. Hauptcharakteristika am Giebel und im Obergeschoss sind die weit ausgreifenden, teils geschwungenen Streben mit Winkelhölzern, die mit geschnitzten Kanten versehenen Eckständer und das mit Hilfe von hervortretenden Balkenköpfen, gerundeten Füllhölzern und profilierten Schwellen besonders plastisch ausgearbeitete Horizontalgebälk. Weitere wichtige Merkmale sind der hohe Bruchsteinsockel, die kleinformatigen, in ursprünglicher Anordnung erhaltenen Fenster und die über eine Freitreppe mit schmiedeeisernem Geländer zugängliche, mit Oberlicht und zweiflügeligem Türblatt ausgestattete Eingangstür. Die ortsbildprägende Hofreite ist einschließlich der Fachwerknebengebäude, der im Hof aufgestellten gusseisernen Pumpe aus dem 19. Jahrhundert und der für das Straßenbild besonders wichtigen Einfriedung mit zwei schmiedeeisernen Toren zwischen Steinpfosten aus künstlerischen und städtebaulichen Gründen Kulturdenkmal. | 1633      | 47493 DDB  |
| Bild gesucht BW |               | Bernsfelder Straße 8 LageFlur: 1, Flurstück: 109       | |           | 47494 DDB  |
| Bild gesucht BW |               | Bernsfelder Straße 9 LageFlur: 1, Flurstück: 10        | |           | 47495 DDB  |
| Bild gesucht BW |               | Bernsfelder Straße 18 LageFlur: 1, Flurstück: 120      | |           | 47496 DDB  |
| Bild gesucht BW | Brunnenpumpe  | Bernsfelder Straße o. Nr. LageFlur: 1, Flurstück: 559  | |           | 47497 DDB  |
| weitere Bilder  | Ev. Kirche    | Bernsfelder Straße o. Nr. LageFlur: 1, Flurstück: 27/2 | Neugotische Saalkirche nach den Plänen von Kreisbaumeister Carl Wilhelm Christian Dieffenbach, fünfseitiger Abschluss und vorkragender, steinerner Dachreiter | 1876/1877 | 47491 DDB  |
| Bild gesucht BW | Gedenktafel   | Birkenallee LageFlur: 1, Flurstück: 142/2              | |           | 65638 DDB  |
| Bild gesucht BW |               | Brunnenstraße 1 LageFlur: 1, Flurstück: 8/1            | |           | 47498 DDB  |
| Bild gesucht BW |               | Brunnenstraße 8 LageFlur: 1, Flurstück: 5              | |           | 47499 DDB  |
| Bild gesucht BW |               | Eichenstraße 10 LageFlur: 1, Flurstück: 213/1          | |           | 47500 DDB  |
| Bild gesucht BW |               | Poststraße 11 LageFlur: 1, Flurstück: 69/2             | |           | 47501 DDB  |
| Bild gesucht BW |               | Rüddingshäuser Straße 5 LageFlur: 1, Flurstück: 126    | |           | 47502 DDB  |
| Bild gesucht BW |               | Sonnenstraße 25 LageFlur: 1, Flurstück: 448/3          | |           | 47503 DDB  |
| Bild gesucht BW |               | Veilchenweg 1 LageFlur: 1, Flurstück: 267/2            | |           | 47504 DDB  |